# Melanolophia rubrica
Melanolophia rubrica là một loài bướm đêm trong họ Geometridae.